# 結果 (確率論)
確率論における結果（けっか、英語: outcome）とは、試行によって起こり得る結果（状態・状況）のことである。標本点（ひょうほんてん、英語: sample point）ともいう。起こる結果は1つだけであり、故に異なる結果は同時に起こらない（互いに排反である）。試行の結果全体からなる集合を標本空間（全事象）という。
結果のいくつかを要素とする集合で、確率をもつと考えられるものを事象という。したがって、公理的集合論の立場から、結果と根元事象は異なる概念である。
例えば、コイントスを2回行う試行の場合、起こり得る結果は、表をH、裏をTで表すと、(H, H), (H, T), (T, H), (T, T) の4つであり、これらが標本空間を構成する。「コイントスを2回行う試行で、少なくとも1回表が出る」という事象は、(T, T) 以外の結果全てからなる集合である。

## 結果の条件による分類
多くある（または無数にあることもある）結果たちを条件によって分け、確率をもつ（と考えられる）集合のことを「事象」と呼ぶ。ホップの拡張定理より、事象空間は完全加法族であることを仮定する。
1つだけの結果からなる事象を根元事象という。試行の結果全体からなる集合を、その試行の標本空間という。1つの結果は、様々な事象の要素になる。
標本空間が高々可算集合の場合、標本空間の部分集合は事象である（つまり、標本空間の冪集合の全ての要素は、事象として定義される）。標本空間が非可算集合の場合、非可測集合である事象に対しては確率が定義できない。このような集合は事象から除いて考える。

## 事象の確率
標本空間が高々可算集合（離散確率分布）の場合は、結果のそれぞれに、0〜1の確率が考えられる。標本空間が非可算集合（連続確率分布など）の場合は、1つの結果の確率はふつう全て 0 であり、結果の集合である事象の確率を考えることに意味がある。
一部の混合分布には、連続的な結果の分布といくつかの離散的な結果の両方が含まれる。そのような分布における離散的な結果はアトム (atom) と呼ばれ、0 ではない確率を持つ可能性がある。

## 結果の確からしさ

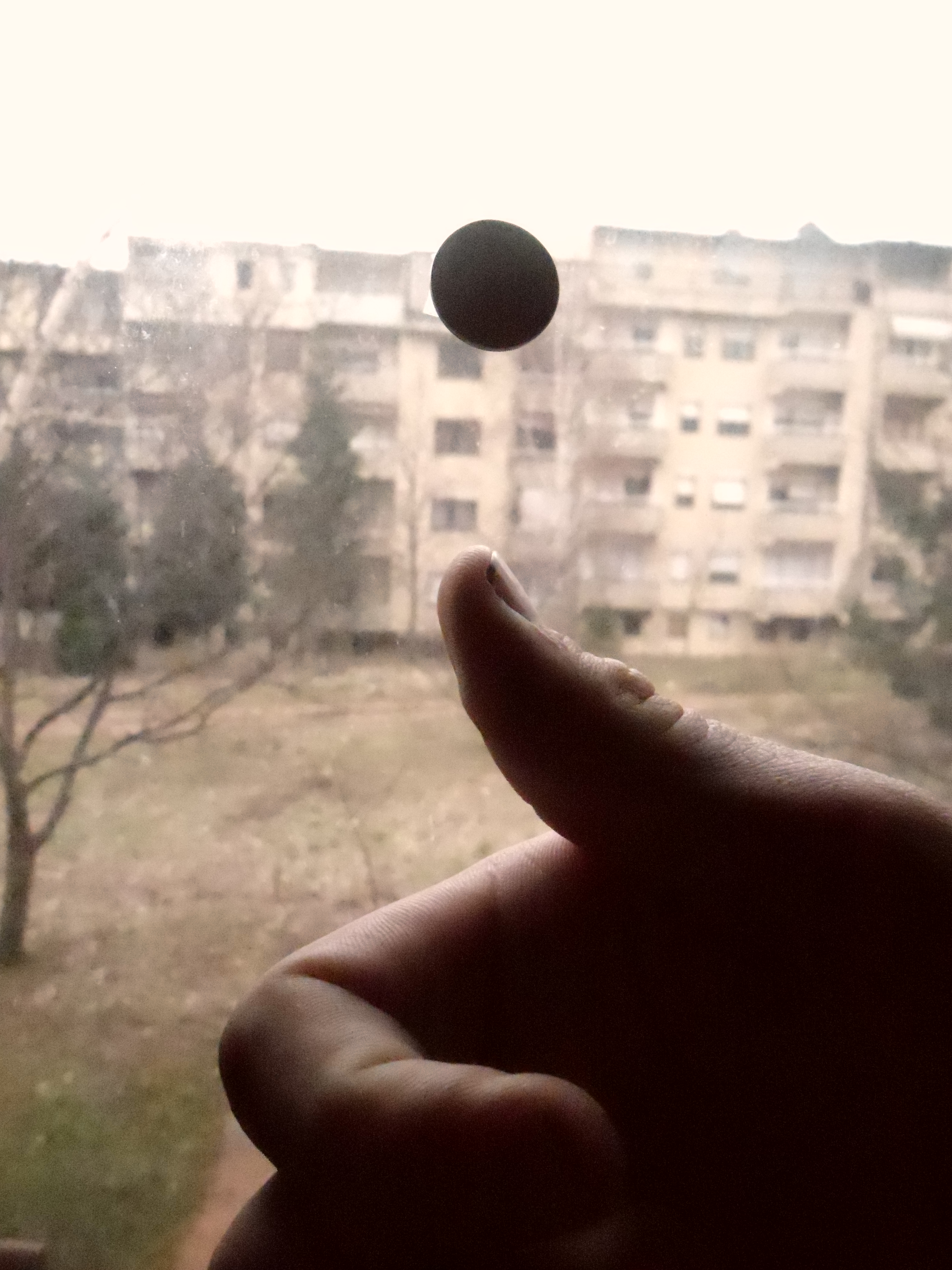
コイントスは、最も簡単な確率モデルの例である。

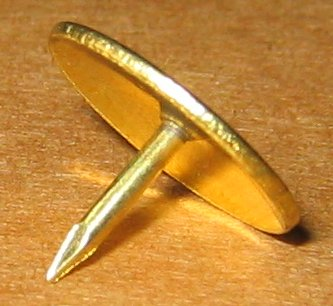
画鋲を投げた後の状態は、2つの結果が得られるが、それらの確率は等しくない。

確率空間には、試行の結果全てが互いに等確率であるもの（等確率空間）とそうでないもの（非等確率空間）がある。特に、結果が無数にある場合は非等確率空間である。
例えば、コイントスの場合、コインが表裏で全く歪みがない形（公正なコイン）と仮定すると、結果の表と裏は同じ確率で発生すると考えられる。このように、結果の確からしさが互いに等しいことを、「同様に確からしい」(equally likely) という。
一般的に、運が左右するゲームにおいて使用されるランダム化ツール（例えばサイコロ、切ったトランプ、ルーレット、くじなど）は、全ての結果が同様に確からしいことが暗黙に仮定されている。形の非対称性を考慮したり、意図的に、等確率性から逸脱するような仕掛けをする（例えばカードに印をつける、重心が偏った不正なサイコロを使用するなど）と、等確率でなくなる。
連続型確率変数をはじめ、現実のほとんどの例は、同様に確からしくない。
例えば、画鋲を投げる試行において、ピンの状態が上向きか下向きかは、画鋲の形が対称でないことから、同様に確からしくない。